# 저녁의 게임
〈저녁의 게임〉은 오정희가 1979년 《문학사상》에 발표한 단편소설이다. 차후 소설집 《유년의 뜰》에 수록되었다.
2009년 최위안 감독의 연출로 동명의 영화로 영화화되었다.

## 줄거리
악성빈혈에 시달리는 노처녀인 ‘나’는 인슐린을 주사해야하는 환자인 아버지와 살며, 무료함을 극복하고자 화투놀이를 습관적으로 한다. 그리고 저녁이 되면 낯선 사내와 공사판에서 정사를 하고 집으로 오곤 한다. 저녁마다 하는 화투치기와 매춘이 가족 관계의 허구성을 보여준다. 저녁 식사를 하고 화투를 치는 모습을 통해 평화로운 부녀관계를 보여주지만 이 가족의 실체는 화투치기처럼 아버지의 위선적인 권위가 횡행하고 이에 다른 가족은 상처받는 관계임을 보여준다. 아버지의 부정적 행위 때문에 어머니는 기형아를 낳고 살해한 후 정신병원에 갇혀 비참하게 죽는다. 아버지 때문에 오빠는 결국 가출을 하고, 나는 사랑하는 사람을 잃고 악성빈혈에 시달린다. 나는 겉으로는 아버지에 순종하는 딸로 살아가지만 밤마다의 외출과 매춘을 통해 아버지의 위선적 권위에 저항한다.

## 의의와 평가
한국의 대표적인 여성작가인 오정희 문학의 특징인 유려한 메타포, 암시, 복선, 시적인 문체, 구성적 완결성이 나타나는 이 소설은 탈출, 외출을 통한 감금의식, 정체성의 혼란, 버려졌다는 고아의식이 반영되고 있다. 여성 본연의 섬세함으로 자아를 찾아 떠나는 주인공의 순례는 기다림, 부재, 상처, 왜곡된 관능, 몸의 훼손으로 표현되며, 일상의 무의미함과 여성으로서의 본질을 찾기 위한 외출과 귀환의 반복으로 주제의식을 표출한 완결된 단편소설로 평가된다.

## 참고 문헌
저녁의 게임 - 한국민족문화대백과사전